# Jutro, w czas bitwy, o mnie myśl
Jutro, w czas bitwy, o mnie myśl (oryg. hiszp. Mañana en la batalla piensa en mi) – to  dziewiąta z kolei powieść hiszpańskiego pisarza Javiera Maríasa wydana w 1994 roku przez wydawnictwo Alfaguara, a w Polsce po raz pierwszy w 2003 roku przez wydawnictwo Muza w przekładzie Carlosa Marrodana. 
Jej tytuł jest cytatem z Ryszarda III (Akt V, scena 3) — sztuki Szekspira, którego twórczość jest jedną z największych inspiracji literackich Maríasa.

## Fabuła
Victor Francés, główny bohater powieści, jest niespełnionym pisarzem, który zarabia na życie jako autor widmo — pisze scenariusze do seriali pod którymi podpisuje się ktoś inny i przemówienia dla sławnych osób. 
Akcja książki rozpoczyna się, gdy Victor przychodzi na kolację do Marty Tellez, nowo poznanej mężatki, której mąż wyjechał w interesach do Londynu. Marta ma małego synka, który jest obecny przy kolacji, a jednocześnie jest pretekstem do zaproszenia Victora do domu, ponieważ wyjście do restauracji byłoby kłopotliwe ze względu na niego. Kiedy dziecko już śpi, para udaje się do sypialni, jednak do niczego nie dochodzi, ponieważ Marta nagle źle się poczuła. Prosi Victora, aby ją przytulił, i umiera w jego ramionach. Bohater znajduje się nagle w niespotykanej sytuacji — na łóżku obok niego leży martwa kobieta, a w pokoju za ścianą jej kilkuletni syn. Victor usuwa się ze sceny po nieudanej próbie zawiadomienia męża Marty o jej śmierci, jednak śledzi przebieg wydarzeń, co prowadzi go do poznania świata zmarłej — jej siostry, synka i starego ojca. W miarę jak się do nich zbliża, coraz bardziej ryzykuje, że zostanie zdemaskowany. 
Marías wprowadza do fabuły postać występującą pod takimi przezwiskami jak m.in. Only You lub Only The Lonely, która przejawia wyraźne podobieństwa do króla Hiszpanii Jana Karola I i jest przedstawiona humorystycznie. 
Ostatecznie dochodzi do spotkania między Victorem i mężem Marty. Mężczyzna wyjawia mu sekret, który rzuca nowe światło na całą sytuację. Opowiada o swojej kochance, która była w ciąży, i którą zabrał do Londynu aby poddała się aborcji w czasie swojego rzekomego wyjazdu służbowego. Nieszczęśliwy wypadek doprowadził do jej śmierci, której można było zapobiec, gdyby na czas dowiedział się o śmierci swojej żony. Mąż Marty wini pośrednio Victora za swoje nieszczęście, ponieważ mogła umrzeć tylko jedna z kobiet, które były w jego życiu, zamiast dwóch.

## Struktura
W powieści występuje narracja pierwszoosobowa. Jest podzielona na nienumerowane rozdziały bez tytułów. Autor często wprowadza dygresje, niekiedy na kilka stron, będące przemyśleniami głównego bohatera i znacząco wstrzymujące przebieg akcji. Taka retardacja jest bardzo częstym zjawiskiem w twórczości Maríasa, ponieważ większość jego postaci poświęca czas na kontemplację świata, który ich otacza i przepada za opowiadaniem historii. Oprócz głównego bohatera (Victora) przejawiają takie skłonności również stary ojciec Marty Tellez, jej mąż Deán oraz król Hiszpanii. 
Proza Maríasa odznacza się staroświeckim stylem pełnym spekulatywności, podobnym do twórczości Prousta czy Henry'ego Jamesa.

## Odbiór krytyczny
Książka otrzymała nagrody takie jak Fastenrath w 1995 roku, Premio Internacional de Novela Rómulo Gallegos w 1995 roku, Femina Étranger w 1996 roku oraz Letterario Internazionale Mondello-Città di Palermo w 1998 roku. Jutro, w czas bitwy, o mnie myśl zajęła dziewiąte miejsce na liście stu najlepszych powieści napisanych po hiszpańsku w ciągu ostatnich 25 lat według kolumbijskiego czasopisma Semana.
Marías jest poważany przez takich pisarzy jak J.M. Coetzee, Salman Rushdie i W.G. Sebald.